# La Gaceta del Norte
La Gaceta del Norte fue un periódico español editado en la ciudad de Bilbao entre 1901 y 1987. Tuvo una larga existencia, de casi noventa años, durante la cual sería uno de los principales periódicos de Bilbao.

## Historia
Fundado en 1901, el diario se publicó en una primera etapa desde el 11 de octubre de 1901 hasta el 6 de mayo de 1984. 

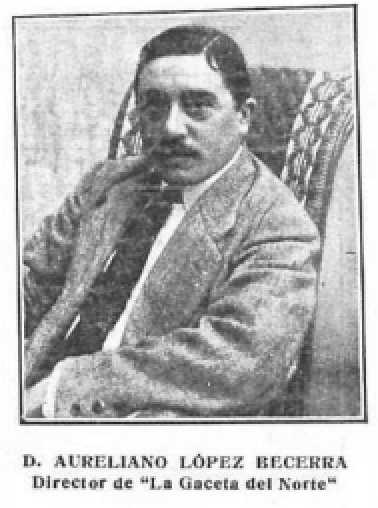
Aureliano López Becerra, director de La Gaceta del Norte (1916)

Durante la Primera Guerra Mundial el diario mantuvo una línea editorial germanófila.
Fue editado por la Editorial Vizcaína y tenía su sede en la calle Henao n.º 8. Era un diario de tendencia católica, conservadora y monárquica y durante muchos años fue uno de los periódicos de referencia de la capital vizcaína. Si en 1913 tenía una tirada de 14 000 ejemplares, para 1920 había pasado a 21 000 ejemplares. Tuvo por director a Aureliano López Becerra. Uno de sus principales competidores en Bilbao fue El Liberal. En los años de la Segunda Repúbllica fue el principal órgano de la CEDA en el País Vasco.
En los años del franquismo el diario coexistió junto a otras cabeceras bilbaínas relevantes, como El Correo Español-El Pueblo Vasco o el diario vespertino Hierro —diario de FET y de las JONS—. Durante varias décadas fue el diario de mayor difusión de la prensa vasca, llegando a unos 100.000 ejemplares en los años sesenta, pero durante la década siguiente inició una tendencia descendente alcanzando su cota mínima en 1979, año en que su difusión no superaba los 40 000 ejemplares. A partir de entonces, y bajo la dirección de Manuel González Barandiarán, se inicia una etapa de cambios en la estrategia informativa, pero que no consiguen enderezar su tendencia decreciente. El 6 de mayo de 1984 y tras 28 190 números, se concluyó la edición de La Gaceta del Norte, que fue adquirida por el empresario riojano José Antonio Fernández de Bobadilla Cárcamo.
El 15 de noviembre de 1984 volvió a salir a la calle con un cambio muy profundo de imagen y de línea editorial. No tuvo mucho éxito y tras varios cambios de dueños y de diseño, cerró definitivamente en 1987, después de una difícil etapa final que estuvo dirigida por Gregorio Morán y Kepa Bordegarai,  